# 善意
在哲學的概念中，善意（英語：good faith；拉丁語： 或 ，即“善意的 / in good faith”）指真實的，誠摯的意圖或信念，與行為的結果無關。與其相對的概念为“惡意”、“不誠實的”（“欺騙”）和“背叛”（“虛偽”）。
在法律上，bona fides指对于一个命题（或有一定数量的主张）的正确性或错误性，以及一系列行为的正直性和堕落性的心智或道德上的诚实和信念。作为一个法律概念，bona fides在公平相关的事务中尤其重要（见合同）。

## 在法律中
在契約法中，默示契約善意是一項普遍的假定，即合同当事人会誠實、公平地对待对方，从而不会通过损害其他当事人的权益来从契約中获取利益。

## 在维基百科
公共的Wiki系统（如维基百科）依赖于含蓄地或直接地假定它们的用户都善意地行动。这个概念出现在维基百科的原则“假定善意”（英語：Assume good faith, AGF）中，自2005年来成为英文维基百科的一项成文的指引。AGF被描述为“维基百科礼仪的第一原则”。
根据一项关于维基百科用户贡献动机的研究，“当参与者由个人主义和群体主义（利他）动机同时占据主导地位时”，用户在与其他用户交互时被期望表现出“假定善意”。维基百科的假定善意指引要求编辑者们假定其他编辑者的贡献是“善意的”，从而在行为上表现文明和礼仪，即使是在一些“明显的”问题出现时也是如此（比如对某个页面的“个人占有”，即用户回退对“他/她的条目”的编辑。事实上，“所属权行为”——即使是轻微地表现出对文章的所有权——都是被禁止的）。